# Tessitura (terreno)
In agronomia e pedologia, la tessitura è la proprietà fisica del terreno che lo identifica in base alla composizione percentuale delle sue particelle solide distinte per classi granulometriche, inferiori a 2 mm per distinguerla dallo scheletro che invece è composto da particelle aventi diametro superiore a 2 mm. Questa proprietà è importante per lo studio dei suoli e del terreno in quanto ne condiziona sensibilmente le proprietà fisico-chimiche e meccaniche con riflessi sulla dinamica dell'acqua e dell'aria e sulla tecnica agronomica.
La tecnica agronomica influisce pochissimo sulla tessitura, fatta eccezione per l'apporto di alcuni ammendanti che in ogni modo ha un ruolo marginale. Più che una correzione vera e propria della tessitura, che avrebbe costi proibitivi, la tecnica agronomica si prefigge gli scopi di correggere i difetti di una tessitura anomala e di esaltare gli aspetti positivi delle singole frazioni granulometriche.

## Classi dimensionali delle particelle

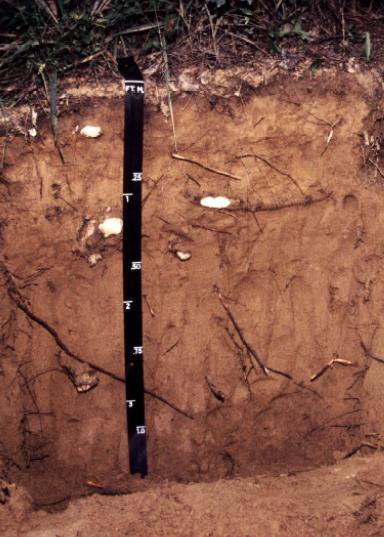
Un suolo poco sviluppato a tessitura sabbiosa.

A prescindere dai diversi schemi di classificazione più dettagliata, le frazioni granulometriche del terreno si distinguono primariamente in finissima (argilla), fine (limo) e grossolana (sabbia e scheletro) ; argilla, limo e sabbia costituiscono la tessitura, chiamata anche terra fine. 
Esistono delle leggere differenze nella definizione dei limiti delle classi diametriche delle particelle componenti la terra fine in un suolo: secondo la distinzione del Dipartimento dell'Agricoltura degli Stati Uniti, maggiormente utilizzata al mondo, le classi diametriche della terra fine sono:
- argilla, con diametro minore di 2 micron;
- limo, diametro compreso fra 2 e 50 micron;
- sabbia, fra 50 micron e 2 mm. Questa classe viene suddivisa in sottoclassi:
  - sabbia molto fine, fra 50 e 100 micron;
  - sabbia fine, fra i 100 e i 250 micron;
  - sabbia media, fra 250 e 500 micron
  - sabbia grossa, fra 500 micron e 1 mm;
  - sabbia molto grossa, da 1 a 2 mm.

Una seconda distinzione, anch'essa di un certo rilievo a livello internazionale, è quella proposta dall'ISSS (Società Indiana di Scienza del Suolo), che differisce leggermente dato che fissa i seguenti limiti:
- argilla, con diametro minore di 2 micron;
- limo, fra 2 e 20 micron;
- sabbia, fra 20 micron e 2 mm, divisa in:
  - sabbia fine, fra i 20 e i 200 micron;
  - sabbia grossa, da 200 micron a 2 mm.

Ogni distinzione di tipo dimensionale si intende eseguita su suoli in cui sia stata cancellata del tutto la struttura (tessitura reale), che altera il comportamento dei suoli tramite la formazione di aggregati stabili.

### Argilla
In virtù delle piccolissime dimensioni e delle proprietà colloidali di una parte di questa frazione, l'argilla conferisce al terreno un notevole sviluppo della superficie d'interfaccia con la fase liquida e con la fase gassosa e, di conseguenza, un ruolo attivo nei fenomeni di adsorbimento e di aggregazione strutturale che si traduce nelle seguenti proprietà fra loro correlate:
- Elevata porosità, orientata verso una microporosità prevalente.
- Grande capacità d'invaso ed elevata ritenzione idrica.
- Tensione matriciale elevata (in valore assoluto) sia per l'adsorbimento colloidale sia per la capillarità.
- Scarsa permeabilità e difficoltà di movimento dell'acqua, con tendenza al ristagno e all'asfissia.
- Elevati valori della coesione allo stato asciutto e dell'adesione allo stato plastico.
- Compattezza e tenacità allo stato coesivo.
- Plasticità e adesività allo stato plastico.
- Liquidità allo stato fluido.
- Tendenza al costipamento.

Elevati tenori di argilla pongono pertanto seri problemi di fertilità fisica, che possono essere evitati con una gestione conservativa della struttura. La tecnica colturale deve pertanto fare attenzione al mantenimento di una stabilità strutturale. Per contro, l'argilla offre le condizioni per il mantenimento di un'elevata fertilità chimica e biologica.

### Limo
Ha proprietà intermedie fra quelle della sabbia e quelle dell'argilla. In particolare le particelle più grandi hanno proprietà analoghe a quelle della sabbia, le più fini a quelle dell'argilla escluse le proprietà colloidali. In definitiva, il limo eredita pregi e difetti della sabbia e dell'argilla che in parte si autocompensano.
Elevati tenori di limo pongono problemi sia di fertilità fisica e soprattutto meccanica, sia di fertilità chimica. Si tratta dei terreni di più difficile gestione e la tecnica colturale deve prestare attenzione sia agli aspetti chimici che a quelli fisici.

### Sabbia
In virtù delle dimensioni relativamente grandi conferisce al terreno un ridotto sviluppo della superficie d'interfaccia, pertanto la sabbia è una frazione sostanzialmente inerte da cui derivano le seguenti proprietà:
- Limitata porosità in gran parte costituita da macroporosità .
- Limitata capacità d'invaso e scarsa capacità di ritenzione idrica.
- Tensione matriciale più bassa (in valore assoluto) in gran parte dovuta alla capillarità.
- Elevata permeabilità e facilità di movimento dell'acqua, con tendenza al rapido sgrondo.
- Coesione e adesione virtualmente nulle.
- Sofficità e scarsa resistenza alla penetrazione di organi lavoranti e di radici.
- Elevata portanza.
- Elevata velocità di ossidazione della sostanza organica del terreno.

Elevati tenori di sabbia pongono problemi di fertilità fisica solo in relazione alla dinamica dell'acqua, mentre sono ottime le proprietà meccaniche. La sabbia è invece causa di una scarsa fertilità chimica e biologica, accentuata dall'elevato potenziale redox del terreno e dalla lisciviazione. La tecnica colturale deve pertanto fare attenzione a sopperire le carenze idriche e nutrizionali a cui vanno facilmente soggetti i terreni ricchi di sabbia.

### Scheletro
Per scheletro si intende la classe granulometrica di dimensioni superiori a 2 mm che non fa parte della tessitura. Ha proprietà analoghe a quelle della sabbia da cui eredita soprattutto i difetti, esaltandoli. Le principali proprietà legate allo scheletro sono le seguenti:
- Scarsa porosità in gran parte costituita da macroporosità.
- Limitata capacità d'invaso e scarsa capacità di ritenuta idrica.
- Tensione matriciale bassissima.
- Elevata permeabilità e facilità di movimento dell'acqua, con tendenza al rapido sgrondo.
- Coesione e adesione assenti.
- Sofficità e compattezza strettamente legate alle dimensioni dello scheletro.
- Elevata portanza.
- Rapida usura degli organi lavoranti e difficoltà di esecuzione di diverse operazioni colturali.

Elevati tenori in scheletro sono da considerarsi negativi a tutti gli effetti in quanto esaltano i difetti della sabbia senza mantenerne i pregi e ostacolano o addirittura impediscono l'esecuzione di molti interventi agronomici. La tecnica colturale deve pertanto adattarsi ad una specifica realtà poco migliorabile e curare in particolare il mantenimento della fertilità chimica e la disponibilità idrica.
Per ridurre lo scheletro è possibile utilizzare particolari macchine che agiscono o separandolo dalla terra fine, o frantumandolo. Esiste un'unica eccezione in cui si è verificato che questa operazione non porta alcun beneficio, ed è quella dei pascoli alpini, in cui lo scheletro permette di mantenere un tenore d'umidità più elevato che in assenza di esso.

## Classe granulometrica

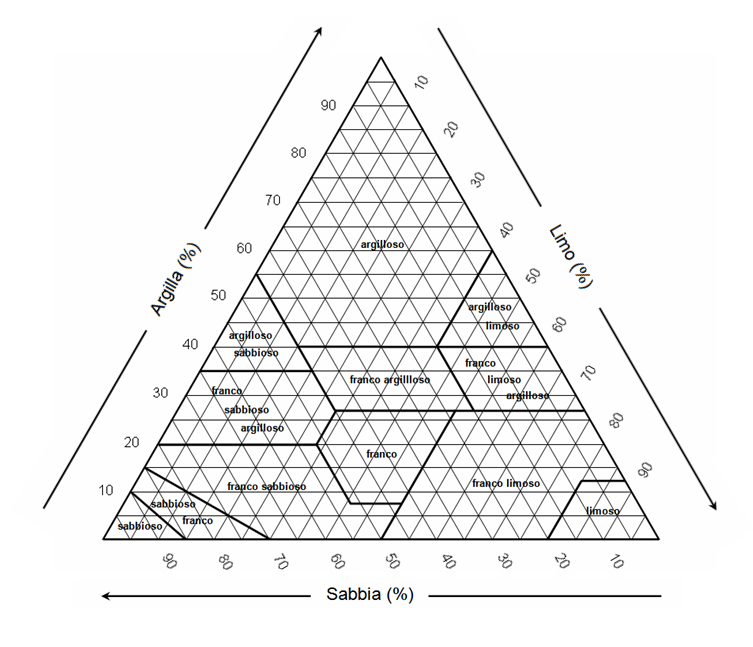
Triangolo per la determinazione della classe tessiturale, USDA.

La proporzione relativa delle singole frazioni dimensionali determina la classe granulometrica del suolo in questione; sempre secondo l'USDA, queste sono 12, sotto elencate dalla più grossolana alla più fine:
- Sabbiosa
- Sabbioso franca
- Limosa
- Franco sabbiosa
- Franca
- Franco limosa
- Franco sabbiosa argillosa
- Franco argillosa
- Franco limosa argillosa
- Argilloso sabbiosa
- Argilloso limosa
- Argillosa

I terreni con tessitura più equilibrata sono quelli cosiddetti franchi o di medio impasto, contenenti cioè una percentuale di sabbia (dal 35 al 55%) tale da permettere una buona circolazione idrica, una sufficiente ossigenazione ed una facile penetrazione delle radici; una percentuale di argilla (dal 10 al 25%) tale da mantenere un sufficiente grado di umidità nei periodi asciutti, di permettere la strutturazione e di trattenere i nutrienti; una frazione trascurabile di scheletro. Nei terreni di medio impasto il limo risulta presente in percentuali che vanno dal 25 al 45%, meno ce n'è e più il terreno risulta di qualità.
Il triangolo di Thompson individua le varie tipologie di suoli a seconda della percentuale delle particelle, ogni lato del triangolo equilatero rappresenta una delle tre componenti della tessitura.

## Determinazione della tessitura
La determinazione della granulometria che compone la tessitura o terra fine, viene effettuata dopo averi eliminato lo scheletro tramite setacciatura. Per una determinazione ottimale vanno effettuati dei pretrattamenti:
- aggiunta di HCl fino a pH 3, in modo da eliminare i carbonati
- trattamento con H2O2 per ossidare la sostanza organica
- aggiunta di una soluzione di metafosfato sodico o "calgon" per agevolare la dispersione e impedire la riaggregazione delle particelle.

Ci sono quindi vari metodi per procedere, il più utilizzato è quello che si basa sulla diversa velocità di sedimentazione delle particelle, in base alle loro diverse dimensioni.